# Thomas A. Flaherty

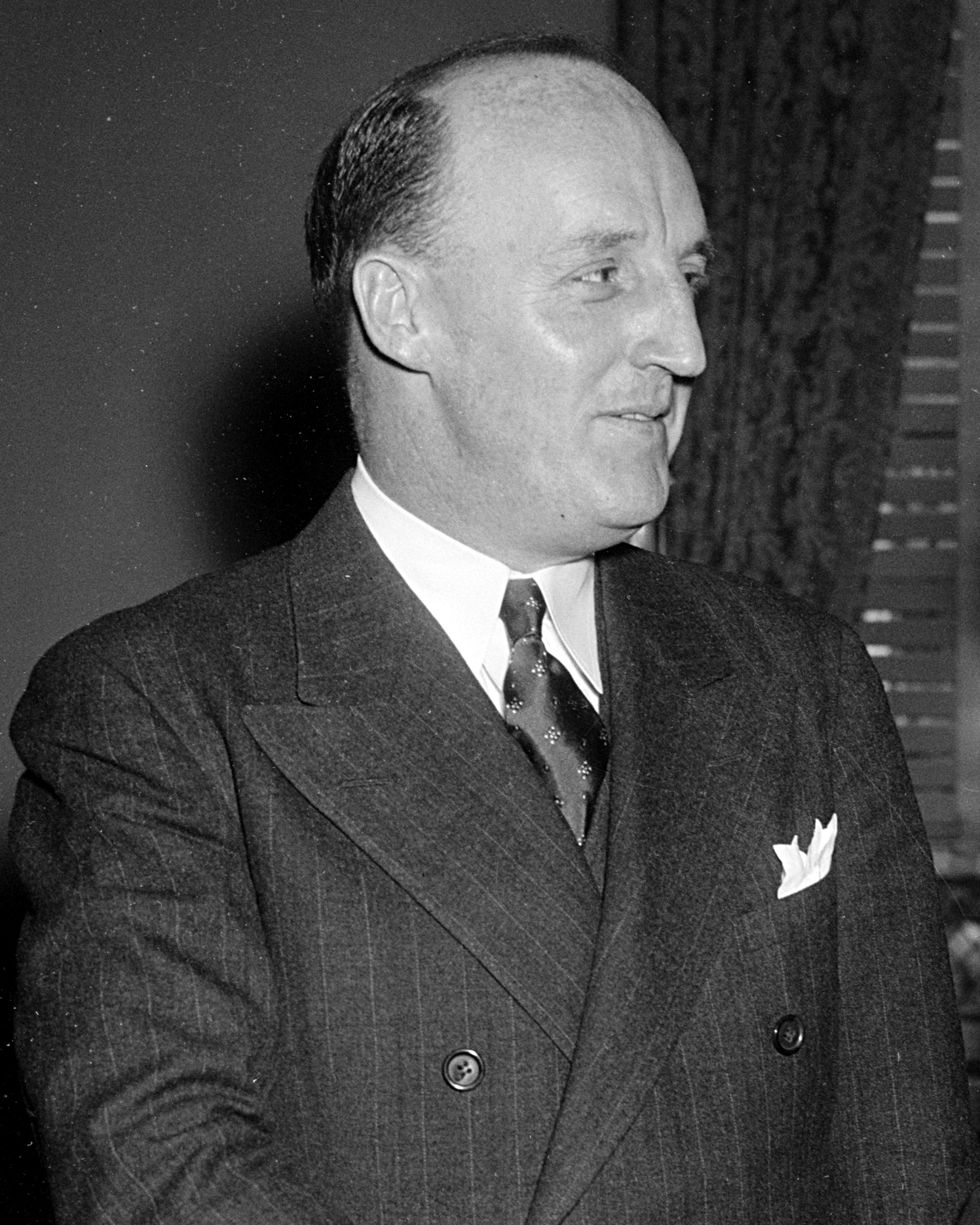
Thomas A. Flaherty (1938)

Thomas Aloysius Flaherty (* 21. Dezember 1898 in Boston, Massachusetts; † 27. April 1965 ebenda) war ein US-amerikanischer Politiker. Zwischen 1937 und 1943 vertrat er den Bundesstaat  Massachusetts im US-Repräsentantenhaus.

## Werdegang
Thomas Flaherty besuchte die öffentlichen Schulen seiner Heimat und studierte danach an der School of Law der Northeastern University in Boston. Während des Ersten Weltkrieges diente er im Jahr 1918 in der US Army. Zwischen 1920 und 1934 arbeitete er in Boston für die Bundesveteranenbehörde. Gleichzeitig schlug er als Mitglied der Demokratischen Partei eine politische Laufbahn ein. Von 1935 bis 1937 war er Abgeordneter im Repräsentantenhaus von Massachusetts.
Nach dem Rücktritt des Abgeordneten John Patrick Higgins wurde Flaherty bei der fälligen Nachwahl für den elften Sitz von Massachusetts als dessen Nachfolger in das US-Repräsentantenhaus in Washington, D.C. gewählt, wo er am 14. Dezember 1937 sein neues Mandat antrat. Nach zwei Wiederwahlen konnte er bis zum 3. Januar 1943 im Kongress verbleiben. Bis 1941 wurden dort die letzten der New-Deal-Gesetze der Bundesregierung unter Präsident Franklin D. Roosevelt verabschiedet. Seit 1941 war auch die Arbeit des Kongresses von den Ereignissen des Zweiten Weltkrieges geprägt. 1942 verzichtete Flaherty auf eine weitere Kandidatur.
In den Jahren 1943 bis 1945 war Thomas Flaherty Transitbeauftragter der Stadt Boston. Von 1946 bis 1953 leitete er das Massachusetts Department of Public Utilities, die staatliche Behörde für die öffentlichen Versorgungsunternehmen. Danach war er noch bis 1960 in weiteren Positionen für die Stadt Boston tätig. Außerdem arbeitete er in der Immobilienbranche sowie als Gutachter. Er starb am 27. April 1965 im Bostoner Ortsteil Charlestown.